# Edoardo Luperi
Edoardo Luperi (* 11. září 1993 Livorno, Itálie) je italský sportovní šermíř, který se specializuje na šerm fleretem. Itálii reprezentuje od druhého desetiletí jednadvacátého století. V roce 2015 obsadil třetí místo na mistrovství Evropy v soutěži jednotlivců.